# Ніколас Бро
Ніколас Бро (дан. Nicolas Bro; нар. 16 березня 1972)  — данський актор і драматург.
Син акторів Гелле Герц та Крістофера Бро. Він одружений з театральною реквізиторкою Терезою Стоуґард Бро і є братом акторів Андерса Петера Бро та Лаури Бро.

## Творча кар'єра
Ніколас грав в Королівському театрі Копенгагена.
У фільмі «За кадром» режисера Крістоффера Бо (свого ж батька) виступив як актор і оператор одночасно.
З'явився у ролі міністра юстиції Томаса Буха у другій серії данської телевізійної драми The Killing та президента Дітлева Готарда Монрада у данській телевізійній драмі «1864».
Актор також з'явився в ролі Фредді Холста у 3-му сезоні шведсько-данського серіалу «Міст».

## Нагороди
У 2005 році отримав нагороду Natsvaerme Award для молодих данських талантів на фестивалі Natfilm у Копенгагені.
Також отримав данську театральну нагороду — премію Роймерта за гру у виставі Оле Борнедала «Skrigerne» у копенгагенському театрі Aveny-T.
Згодом отримав премію Роймерта за найкращу чоловічу роль на сцені у 2007 та 2008 роках.

## Фільмографія
1. ↑  Чеська національна авторитетна база даних
2. ↑  CONOR.Sl